# Нікко-Мару (734)
Нікко-Мару (Nikko Maru, 734 GRT) — судно, яке під час Другої світової війни взяло участь у операціях японських збройних сил в Океанії.
16 січня 1944-го американський підводний човен USS Seahorse перебував у своєму третьому поході та ще лише перебував на шляху до визначеного йому району бойових дій біля архіпелагу Палау (західні Каролінські острови). За шість сотень кілометрів на північний захід від атола Трук (у центральній частині Каролінських островів, де ще до війни створили потужну базу японського ВМФ) Seahorse зустрів, торпедував та потопив невелике вантажне судно «Нікко-Мару», яке прямувало у складі конвою № 3231B.